# يحيى بن سرور
يحيى بن سرور بن مساعد، (توفي، ق. 1828) من آل زيد، شغل منصب أمير وشريف مكة من 1813 إلى 1827.
في أواخر ذي القعدة 1228 هـ (نوفمبر 1813)، محمد علي باشا عين يحيى ليحل محل عمه الشريف غالب بن مساعد، أرسل الخليفة الفرمان الإمبراطوري و(رداء الشرف) من إسطنبول، بتاريخ ربيع الأول، 1229 هـ (فبراير / 1814 مارس).
أطيح به من قبل محمد علي باشا في ذي القعدة 1242 هـ (مايو / يونيو 1827). واستقر في القاهرة مع عائلته وتوفي في 1243 هـ (1828/1827).

## نهاية عهده
السبب في عزله من الإمارة وإنهاء عهده، فقد قام خلاف بين ابن أخيه الشريف سرور بن عبد الله وشريف آخر من سدنة الكعبة اسمه الشريف شنبر بسبب ملكية قطعة ارض في قرية طرفة(الطرفة حاليا، تقع في شمال غرب قرية الريان بمحافظة الجموم) بوادي فاطمة وحلول الشريف شنبر وأتباعه الاعتداء على الشريف سرور، فلجأ الأخير إلى عمه امير مكة الذي دعاه سوء تصرفه إلى استدعاء الشريف شنبر (وكان ذلك في 27 شعبان 1242هـ) وانطلق العبيد الموفدون لإحضاره يبحثون عنه إلى أن عثروا عليه في الحرم الشريف، ولكن الشريف شنبر أبى الذهاب معهم، ولما أنبئوا الشريف يحيى بامتناعه عن الحضور أمرهم بقطع رأسه إذا أصر على عدم الامتثال، وفعلا أبى الشريف شنبر الذهاب معهم فقتله العبيد طعنا بالخناجر في داخل الحرم. وصنعت تلك الحادثة – كما تدل الوثائق – نهاية لعهد الشريف يحيى بن سرور كأمير مكة.